# Майтнер (венерианский кратер)
Ме́йтнер (Ма́йтнер;  лат. Meitner) — многокольцевой ударный кратер в южном полушарии Венеры. Назван в честь австрийского физика Лизы Мейтнер; название утверждено Международным астрономическим союзом в 1979 году.
Мейтнер, имеющий в диаметре 149 км, является третьей по величине импактной структурой Венеры. На радарных снимках станции «Магеллан» наблюдается плоская, гладкая (выглядящая тёмной на радиолокационном изображении) внутренняя часть, два круглых кольца и имеющие неровную поверхность (из-за этого выглядящие светлыми на радаре) выбросы неправильной формы. Среди этих выбросов видны вулканические купола, частично покрытые выбросами, а частично возникшие после импакта. Кратер возник на гладкой вулканической равнине, до импакта прорезанной частыми параллельными трещинами, простирающимися к северо-востоку.